# Stout 2AT
Dimensions
Le Stout 2AT est un avion de ligne monomoteur américain des années 1920. Il est connu comme le premier avion victime d'un crash mortel aux États-Unis. Il marqua aussi les débuts de Ford dans l'aviation.

## Histoire

### Développement
En 1923 l'ingénieur américain William T. Stout chercha à développer un nouvel avion postal destiné au remplacement des huit Junkers-Larson JL6 utilisés par l'US Air Mail. Mais l'ingénieur voulait conserver la technique d'usinage métallique développée par Junkers.
Stout développa donc un avion monoplan entièrement construit en tôle ondulée, le premier aux États-Unis. Le prototype de l'avion fut rapidement construit et il réalisa son premier vol le 23 avril 1924. Rapidement cet avion fut livré aux postes américaines. Quatre autres exemplaires furent assemblés par Stout pour le transport de neuf passagers.
En décembre 1923 le déjà célèbre constructeur automobile Ford décida d'acquérir la licence de production du Stout 2AT pour ses propres besoins. Six avions furent ainsi produits. 
La Chaîne de production s'arrêta après la sortie d'usine du onzième exemplaires.

### En service

#### Utilisation
Si le premier utilisateur du Stout 2AT fut l'US Air Mail, ce ne fut pas le seul. Les compagnies aériennes Ford Air Transport Service et Florida Airways en achetèrent également pour des vols réguliers de transport de passagers. La première d'entre elles utilisa ses avions exclusivement sur la ligne Detroit-Chicago.

#### Utilisateurs
- Stout 2AT produits par Stout.
  -  États-Unis : US Air Mail, de 1925 à 1928.
  -  États-Unis : Florida Airways (en), de 1925 à 1929.
- Stout 2AT produits par Ford.
  -  États-Unis : Ford Air Transport Service, de 1925 à 1931.

#### Crash aérien
Le 18 mai 1926 un Stout 2AT (construit par Ford) et affrété par l'US Mail s'écrasa dans le Comté de Cook aux États-Unis. Son pilote fut tué sur le coup. Il s'agissait alors du premier accident aérien mortel de l'histoire de l'aviation civile américaine. Les causes de cet accidents sont d'ordre météorologiques.

## Aspects techniques
Le Stout 2AT se présente sous la forme d'un avion monoplan à aile haute monomoteur. De construction entièrement métallique il possède un train d'atterrissage classique fixe doté d'un patin arrière. Pouvant transport une charge de fret de 350 kg il peut également être transformer pour accueillir neuf passagers. Son cockpit biplace est de type côte à côte. Si les avions construits par Stout possédaient un moteur à douze cylindres en V Liberty L-12 de 400 chevaux, ceux assemblés par Ford étaient mus par un Packard de 500 chevaux.

## Sources & références

### Sources bibliographiques
- Michel Marmin, Encyclopédie "Toute l'aviation", Editions Atlas, 1993.
- Léo Marriott (trad. de l'anglais), 80 ans d'aviation civile, Boulogne, E.T.A.I., 1997, 224 p. (ISBN 2-7268-8403-2 et 978-2-726-88403-4)
- Alain Pelletier, Les avions de ligne américains, des origines à nos jours, Guides Larivière, coll. « Minidocavia » (no 24), 2007 (ISBN 978-2-84890-128-2, OCLC 494885789)
- (en) Stewart Wilson, Airliners of the world, Fyshwick, Australia, Aerospace Publications Australia, 1999, 173 p. (ISBN 1-875671-44-7 et 978-1-875-67144-1), p. 63
- Le grand atlas de l'aviation, Évreux, Éd. Atlas, 1994, 431 p. (ISBN 978-2-7312-1468-0, OCLC 421701936)